# 種子島非脊稜介
種子島非脊稜介（学名：Aponesidea tanegashimensis）为土菱介科非脊稜介屬下的一个种。